# Carrefour de la Conservation
Le carrefour de la Conservation est une voie située dans le 12e arrondissement de Paris, en France.